# Дмитрівська вулиця (Харків)
Дмитрівська вулиця — вулиця у Новобаварському та Холодногірському районах Харкова. Починається від Чоботарської вулиці і простягається на південь до річки Лопань. Перетинається з вулицями: Коцарська, Благовіщенська, Полтавський Шлях, Мала Гончарівська, Конторська.

## Назва та історія вулиці
Дмитрівська вулиця, можливо, є однією з найстаріших вулиць Харкова. Деякі джерела відносять її виникнення до кінця XVII — початку XVIII століття. Названа на честь розташованої неподалік Свято-Дмитрівської церкви. В 1936 році отримала ім'я болгарського комуніста Георгія Димитрова. В 1953 році вулиці повернули історичну назву «Дмитрівська».
В наш час вулиця Дмитрівська впирається в річку Лопань та є тупиковою, але раніше (приблизно з 1863 року) через річку Лопань існував Дмитрівський міст, що з'єднував Дмитрівську вулицю та Мороховецьку набережну (східну частину сучасної Нетеченської набережної) на лівому березі річки. Цей міст існував до 1963 року, доки не побудували новий (Гончарівський) міст нижче за течією, а Дмитрівський міст було розібрано.

## Будинки
Будинок № 14 — пам'ятка архітектури національного значення, садибний будинок, архітектор, ймовірно, П. А. Ярославський. Кінець XVIII — початок XIX ст. Нині тут розташоване Харківське обласне бюро судово-медичної експертизи.
Будинок № 19/2 — пам'ятка архітектури, прибутковий будинок, архітектор Б. М. Корнієнко, 1903 рік.
Будинок № 20 — колишній будинок дворянки Віри Сбітневої. Архітектор Б. С. Покровський, 1880-ті роки.
Будинок № 26 — пам'ятка архітектури, житловий будинок, архітектор Ф. А. Кондратьєв, 1904 рік. Нині Харківський електромеханічний технікум транспортного будівництва.
Будинок № 29 — пам'ятка архітектури, житловий будинок, архітектор невідомий, початок XX ст.

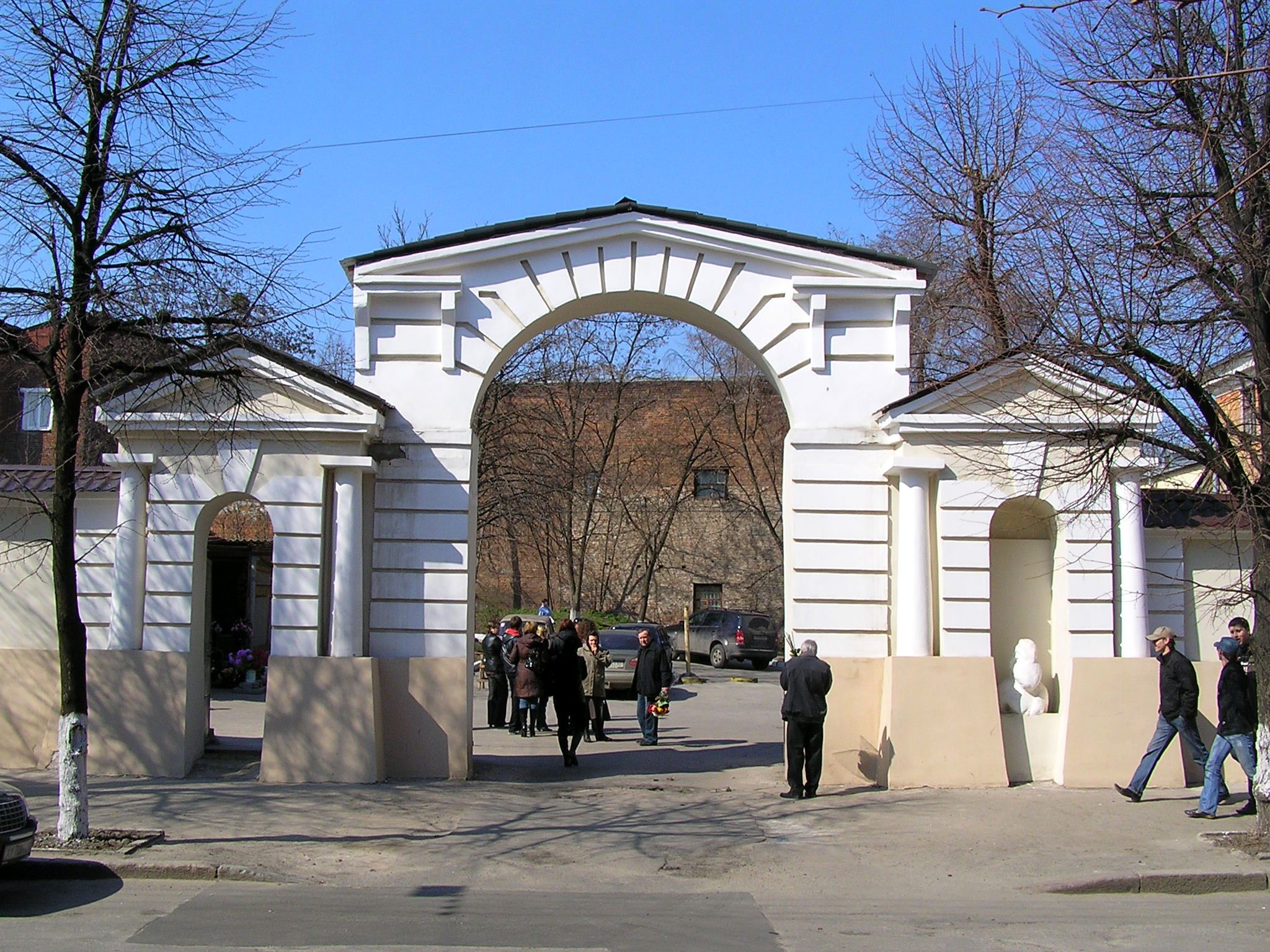
Брама садиби по вул. Дмитрівській, 14
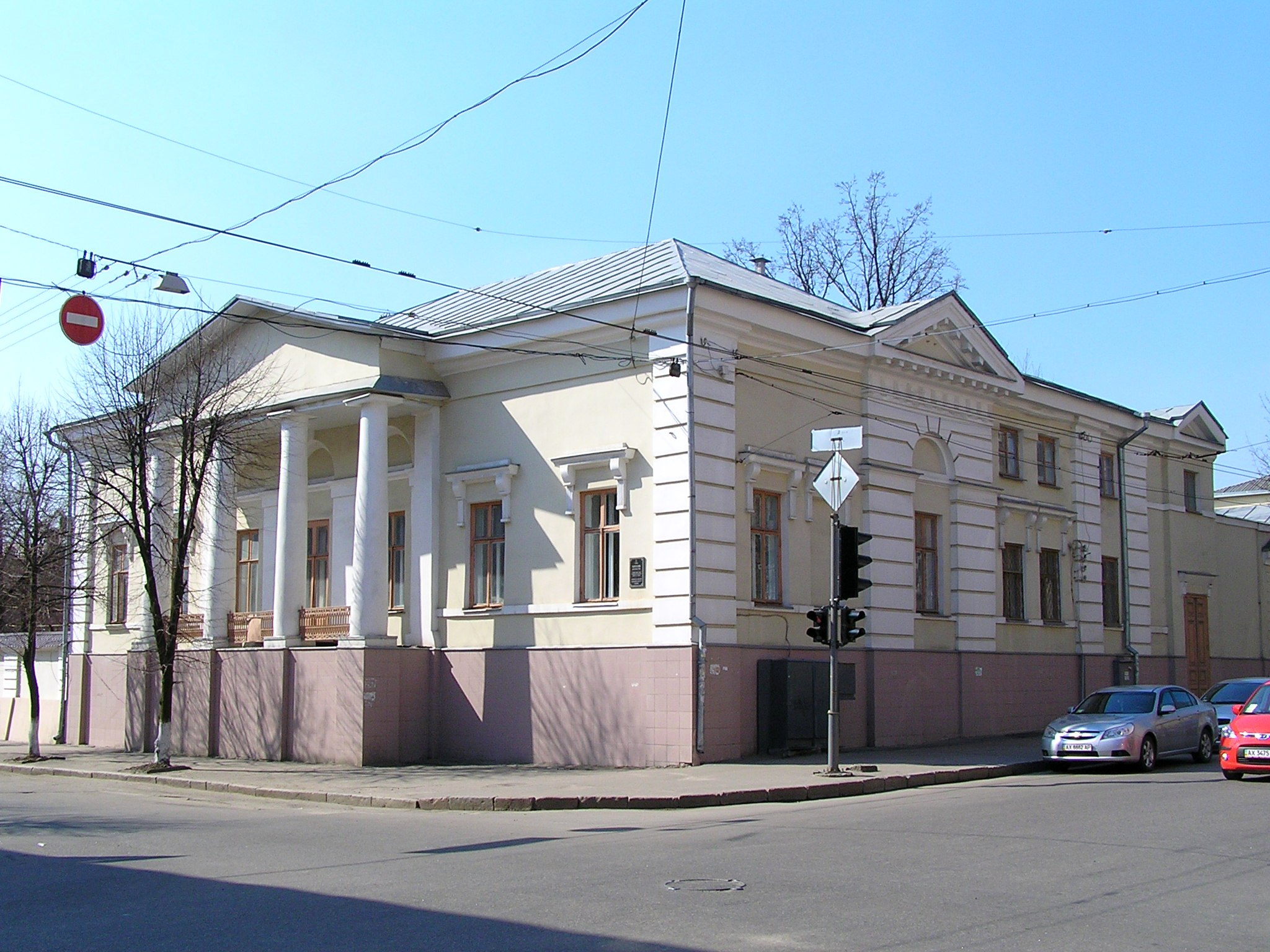
Садибний будинок по вул. Дмитрівській, 14
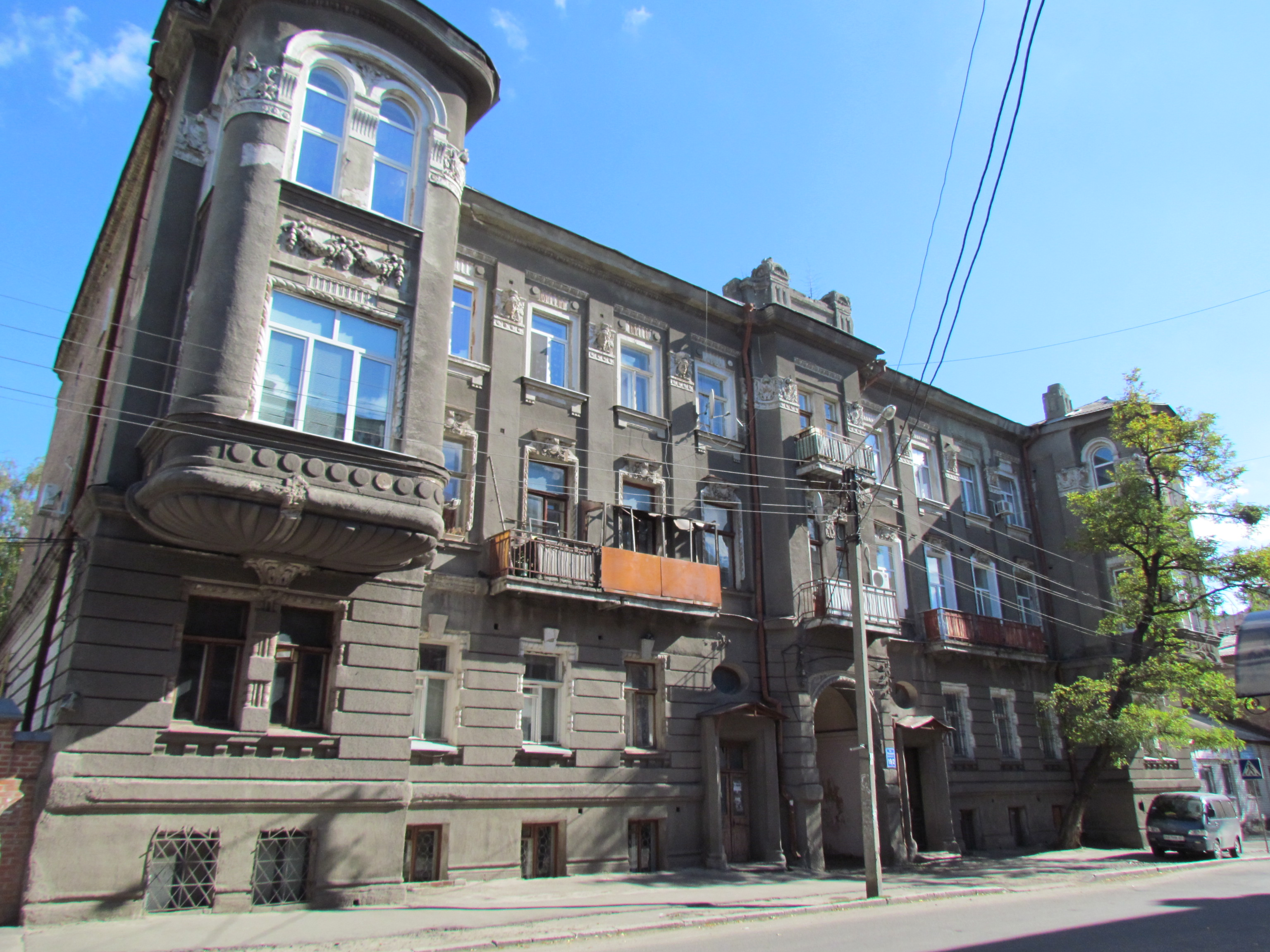
Житловий будинок по вул. Дмитрівській, 19/2
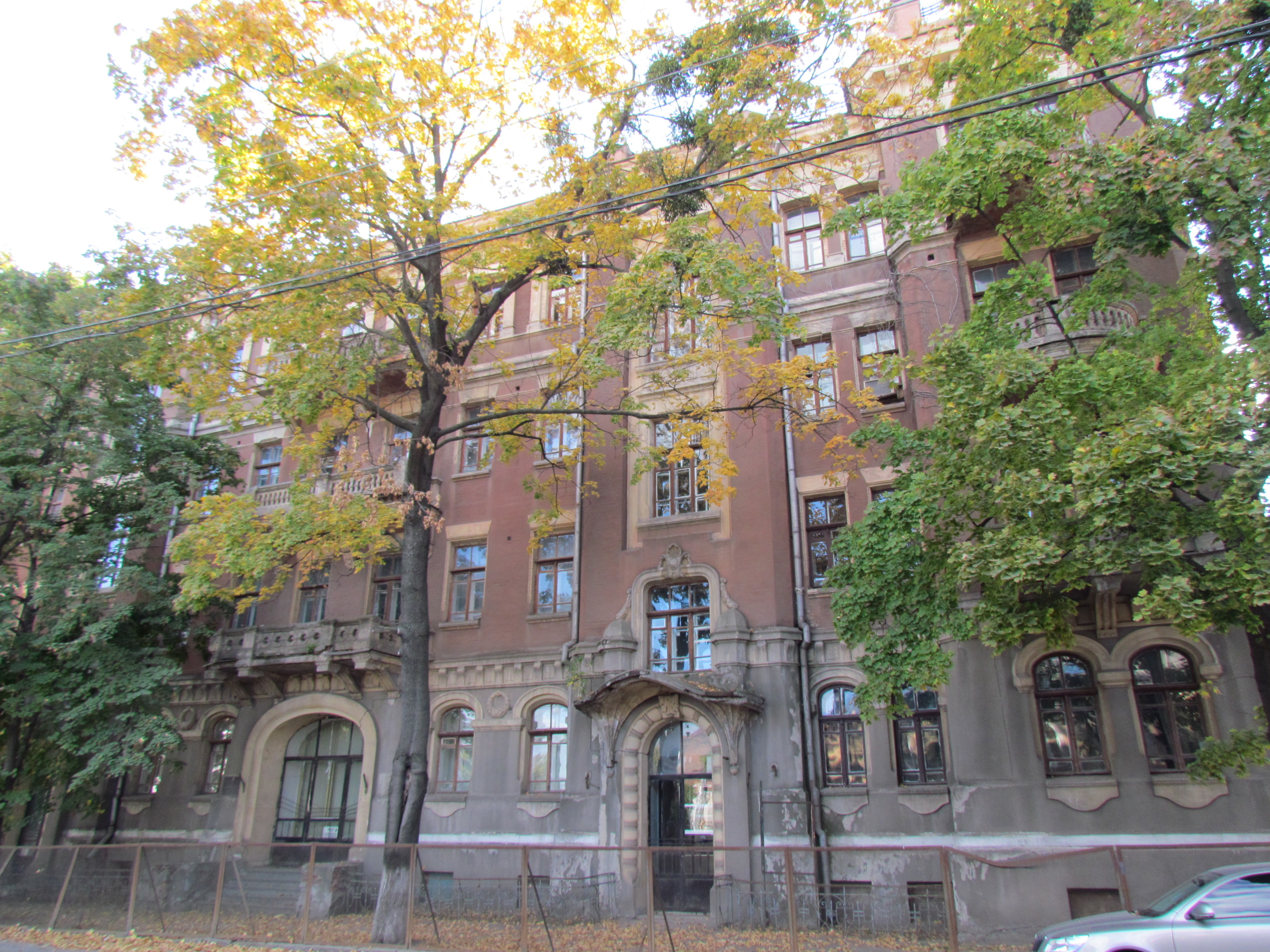
Житловий будинок (зараз ХЕмТТБ) по вул. Дмитрівській, 26
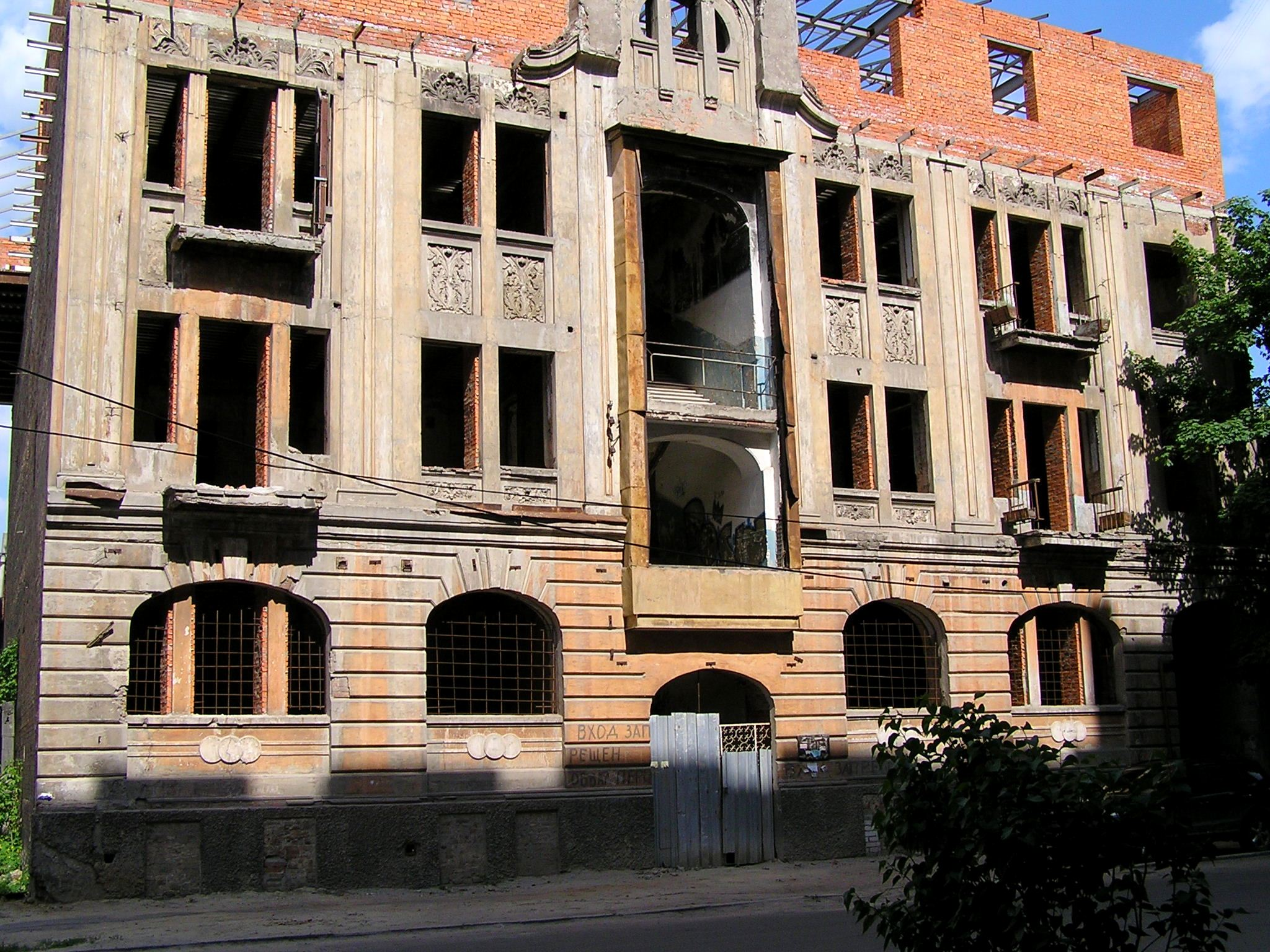
Житловий будинок по вул. Дмитрівській, 29